# Вал Гамбурцева
Вал Гамбурцева — комплекс уникальных нефтяных месторождений в Ненецком автономном округе. Считается одним из самых значимых и богатых нефтяных месторождений России. Геологические исследования на территории Вала Гамбурцева были начаты в середине 1950-х годов.
Вал назван в честь советского сейсмолога Григория Гамбурцева (1903—1955), основоположника сейсмической разведки в СССР, который первым описал точное географическое строение местности.
Вал Гамбурцева относится к Тимано-Печорской нефтегазоносной провинции. Включает 3 месторождения: Хасырейское, Черпаюское и Нядейюское. 

## История
Получил имя Гамбурцева по предложению О. К. Глотова.
Вал Гамбурцева получил широкую известность в начале 2000-х годов во время судебной войны крупнейших нефтяных компаний России за право пользования недрами. В войне участвовали такие компании как «Лукойл», «Сургутнефтегаз», «ЮКОС», «Сибнефть», «Роснефть», «Башнефть», ТНК. В результате по решению суда права на разработку месторождения были переданы компании «Северная нефть». С февраля 2003 года нефтяная компания «Северная нефть» вошла в состав «Роснефти».